# David Diop
David Mandessi Diop, född 9 juli 1927 i Bordeaux, Frankrike, död 1960 i Dakar, Senegal, var en senegalesisk poet verksam inom négritude-rörelsen. Hans mor var från Kamerun och hans far från Senegal. Han dog 1960 i en flygolycka, och har sedan sin död blivit en närmast mytisk figur inom franskspråkig afrikansk litteratur.
Diops dikter publicerades först i tidskriften Présence Africaine och i Léopold Senghors Anthologie de la nouvelle poésie nègre et malgache. Han gav endast ut en diktsamling, Coups de pilon (1956), i vilken han kompromisslöst protesterar mot europeiska värderingar och rasism, och argumenterar för svart medvetenhet.